# 陳燁
陳燁（チェン・イエ、1955年11月 - ）は、中国上海市出身の女優。中国国内における最高レベルの国家第一級演員に認定されている。

## 経歴
彼女の家族は大家族ではなく、上海の貧しい家族であり、両親は非常に合理的で、彼女が勉強することによってのみ彼女の運命を変えることができることを知っていたので、彼らは必死に彼女に勉強させる方法を見つけようとした。そして高校卒業後、上海郊外の農場で働くことになったのだが、1975年、その働いている間にスカウトが来て、映画界入りすることになる。
1983年、香港の李翰祥監督による映画『西太后』では、優しく穏やかな東太后を演じ、人々から満場一致の賞賛を得た。
1986年、経済的に厳しい状況の中、自費でアメリカに留学し、アメリカのヒューストン大学演劇学部に入学した。 
現在は良き夫である夫のチャーリーとともにアメリカに住んでいる。 夫は米国移民弁護士協会の理事であるだけでなく、米国大統領の移民法律顧問でもある。